# Wharton (Cheshire)
Wharton is een deel van de gemeente Winsford in het Engelse graafschap Cheshire. 
Wharton komt in het Domesday Book (1086) voor als 'Wanetune'. In 1861 telde het toen nog zelfstandige Wharton 2.234 inwoners. Het dorpje werd een civil parish in 1866. Eind negentiende eeuw werden al delen van Wharton opgeslokt door de groeiende stad Winsford, die haar welvaart dankte aan zoutmijnen. In 1936 kwam een eind aan de zelfstandigheid van Wharton.